# Suree Sukha
Suree Sukha Sukha (Sakon Nakhon, 27 luglio 1982) è un ex calciatore thailandese, di ruolo difensore.

## Biografia
È gemello di Surat Sukha, anch'egli calciatore.

## Carriera

### Club
Cominciò a giocare in patria, nelle giovanili del Sakon Nakhon. Nel 2001 si trasferì a Singapore, al Balestier Khalsa. Nel 2002 tornò in patria, al Chonburi. Nel 2008 venne ceduto in prestito al Grasshopper II. Rientrato dal prestito, militò al Chonburi fino al 2012. Nel 2013 si accasò al Buriram United. Nel 2017 venne acquistato dall'Ubon UMT.

### Nazionale
Debuttò in Nazionale il 23 agosto 2006, nell'amichevole Birmania-Thailandia (2-2). Mise a segno la sua prima rete con la maglia della Nazionale il 15 ottobre 2007, in Macao-Thailandia (1-7), in cui siglò la rete del momentaneo 0-2. Ha partecipato, con la Nazionale, alla Coppa d'Asia 2007. Ha collezionato in totale, con la maglia della Nazionale, 61 presenze e due reti.